# Haunting Ground
Haunting Ground (известна в Японии как Demento) — компьютерная игра в жанре survival horror, разработанная и выпущенная компанией Capcom для PlayStation 2 в 2005 году. Действие игры разворачивается в готическом замке. Главная героиня, Фиона Бейли, приходит в себя после аварии. Подружившись с овчаркой по кличке Хьюи, девушка пытается разгадать тайну замка и его обитателей, чтобы выбраться из заточения живой. Сама игра описывается как «духовный преемник Clock Tower», а также имеет несколько схожих черт с Clock Tower 3, другой игрой, разработанной Capcom.

## Игровой процесс
На протяжении всей игры Фиону будет сопровождать собака Хьюи. Игрок управляет Фионой и может давать команды Хьюи, который может помочь героине найти различные вещи, используя свой нюх, добывать предметы из тех мест, куда девушка не может попасть, и задерживать обитателей замка, пока Фиона пытается убежать.
Помимо этого собака может атаковать врагов. Ущерб, причиняемый Хьюи, зависит от команд, данных ему игроком. Это могут быть укусы в руку или же в шею. Хьюи будет гавкать, если обнаружит ловушку или врага. Собака также может умереть, если ей нанесут большой урон, вследствие чего игра закончится.
От обращения с собакой зависит его поведение. Если натренирована, то она будет выполнять все команды, всегда находиться рядом с Фионой и находить все близко лежащие предметы. В противном случае, Хьюи не будет подчиняться хозяину, оставляя Фиону без защиты.

## Сюжет
Протагонистка игры — Фиона Белли, после автомобильной аварии оказывается заточенной в огромном, безумно страшном замке. Владелец замка — Риккардо, сумасшедший кукольник и по совместительству алхимик, желающий использовать Фиону в своём очередном, грязном эксперименте. Помимо Риккардо в замке обитает спятивший громила Дебилатас (с рассудком ребёнка), и горничная Даниелла, похищенная, предположительно, в младенчестве или очень раннем возрасте Лорензо. Каждый из них с определённого момента стремится убить Фиону. В ответ у Фионы нет практически ничего, ведь она не мастер боевых искусств, не метает ножи и не стреляет из пистолета. Зато Фиона обладает выраженным желанием остаться в живых и не боится противостоять обидчикам. Через некоторое время Фиона спасает собаку Хьюи, породы белая швейцарская овчарка, которая помогает ей справляться с врагами и просто помогать, до самого конца игры.
В игре есть две концовки, которые в свою очередь могут иметь незначительные отличия. Основным аргументом является то, как вы относитесь к собаке.
При плохом отношении, бить, кормить луком и прочими продуктами вызывающими у неё агрессию, то в итоге собака сбежит в лес, Фиону поймает клон её отца, созданный Риккардо, заточит её в куб, и Риккардо заявит ей, что теперь она родит ему ребёнка, в ужасе Фиона начинает биться о стенки куба, но безуспешно, последним кадром будет, Фиона истерически смеющаяся, сидя на кресле, будучи беременная.
При хорошем отношении к собаке, хвалить, оберегать, не давать впасть в кому, когда клон отца схватит её, она будет в клетке, из которой ей поможет выбраться пёс, после этого игра продлится дальше, чем при плохом финале, в итоге Фиона выберется из замка, и покинет это место.

## Отзывы
| Сводный рейтинг | Сводный рейтинг |
| Агрегатор       | Оценка          |
| --------------- | --------------- |
| GameRankings    | 72,99 %         |